# Heerlijkheid Hohenbourg

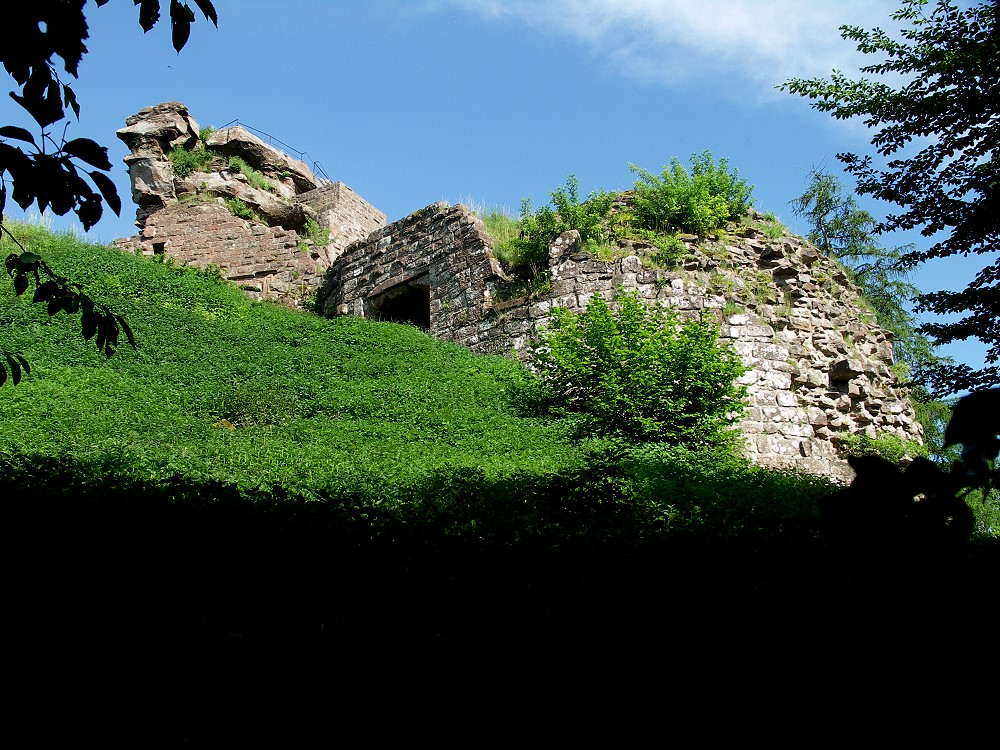
De ruïne van Hohenbourg

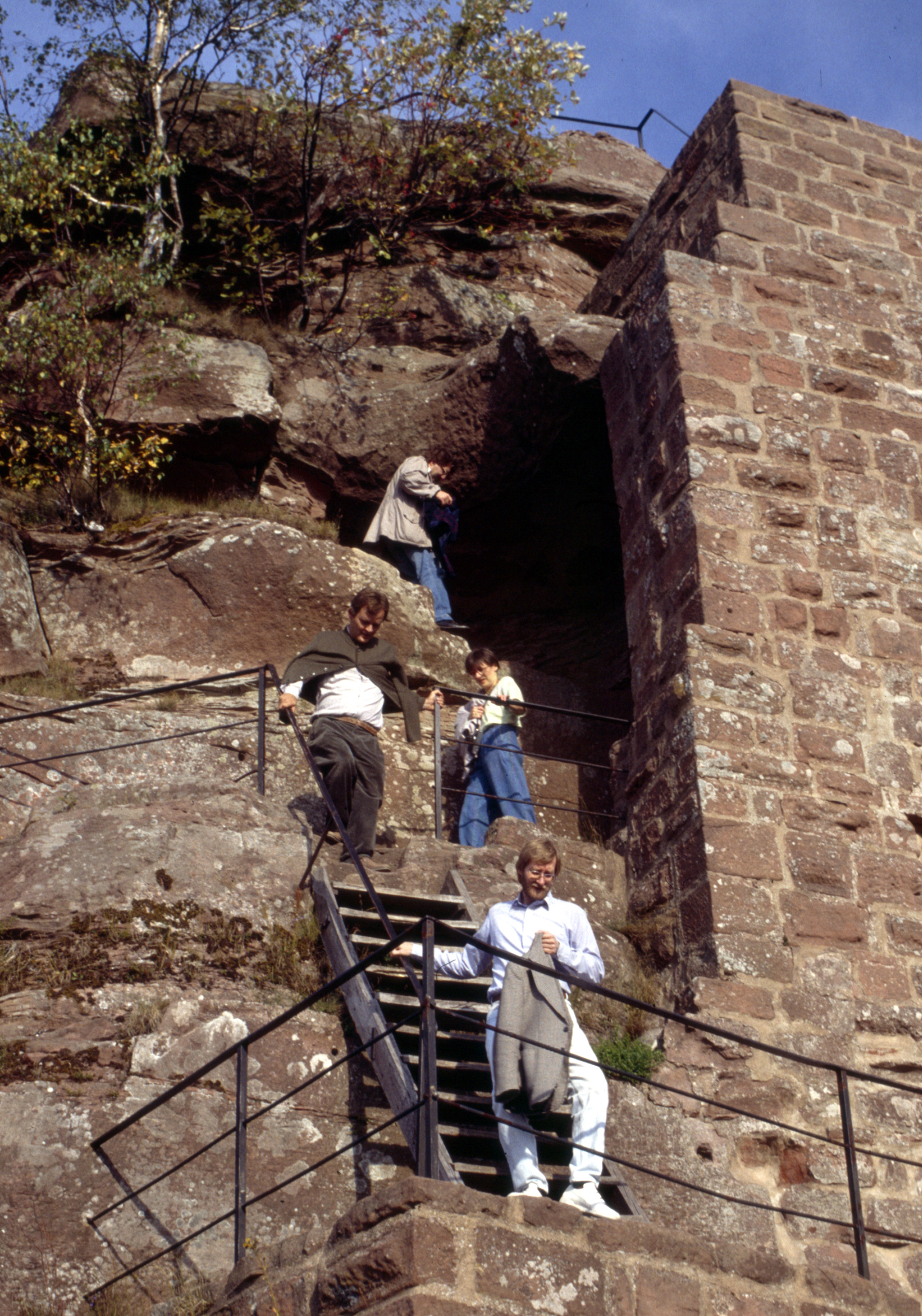
Trap naar de Hohenbourg

Hohenbourg was een heerlijkheid in de Elzas.
In de dertiende eeuw kwam de familie Püller in het bezit van de heerlijkheid. Reinhard was de laatste uit dit geslacht; hij werd beschuldigd van ketterij en sodomie en vluchtte naar Zürich. Daar werd hij terechtgesteld wegens sodomie in 1482. Door het huwelijk van de erfdochter, Margaretha van Hohenbourg met Schweighart van Sickingen kwam de heerlijkheid in het bezit van de heren van Sickingen. Het kasteel Hohenbourg werd in 1523 verwoest.
In 1680 kwam de heerlijkheid onder de soevereiniteit van Koninkrijk Frankrijk, waardoor de band met het Heilige Roomse Rijk verloren ging. De heren van Sickingen-Hohenbourg werden in 1790 tot rijksgraaf verheven. 
De heerlijkheid bestond uit de dorpen Climbach en Wingen.